# Theridion albocinctum
Theridion albocinctum là một loài nhện trong họ Theridiidae.
Loài này thuộc chi Theridion. Theridion albocinctum được Arthur T. Urquhart. miêu tả năm 1892.